# Mistrovství České republiky v orientačním běhu 2003
11. ročník Mistrovství České republiky v orientačním běhu proběhl v roce 2003 v pěti individuálních a dvou týmových disciplínách.

## Mistrovství ČR na dlouhé trati
| Datum závodu   | 12. 4. 2003 |  | Místo konání    | Bzenec – střelnice • aréna |  | Pořadatel       | SKOB Zlín |
| Ředitel závodu |             |  | Hlavní rozhodčí |                            |  | Stavitelé tratí |           |
| Název mapy     | Duny        |  | Web závodu      |                            |  | Výsledky závodu |           |

| Zkrácené výsledky             | Zkrácené výsledky       | Zkrácené výsledky       | Zkrácené výsledky       | Zkrácené výsledky       | Zkrácené výsledky | Zkrácené výsledky       | Zkrácené výsledky       | Zkrácené výsledky       | Zkrácené výsledky       |
| Pořadí                        | H21 – muži              | H21 – muži              | H21 – muži              | H21 – muži              | Pořadí            | D21 – ženy              | D21 – ženy              | D21 – ženy              | D21 – ženy              |
| ----------------------------- | ----------------------- | ----------------------- | ----------------------- | ----------------------- | ----------------- | ----------------------- | ----------------------- | ----------------------- | ----------------------- |
| Zlatá medaile                 | Petr Losman             | OK 99 Hradec Králové    | 2:27:40                 |                         | Zlatá medaile     | Marta Štěrbová          | OK Lokomotiva Pardubice | 1:58:08                 |                         |
| Stříbrná medaile              | Michal Smola            | SKOB Zlín               | 2:32:42                 | +5:02                   | Stříbrná medaile  | Dana Brožková           | Sportcentrum Jičín      | 1:58:33                 | +0:25                   |
| Bronzová medaile              | Jaromír Švihovský       | OK Jiskra Nový Bor      | 2:33:11                 | +5:31                   | Bronzová medaile  | Zdenka Stará            | KOS TJ Tesla Brno       | 1:58:49                 | +0:41                   |
| 4                             | Jaromír Vlach           | OK 99 Hradec Králové    | 2:34:20                 | +6:40                   | 4                 | Dagmar Podmolíková      | SKOB Zlín               | 2:01:52                 | +3:44                   |
| 5                             | Radek Ticháček          | Dukla Liberec           | 2:39:42                 | +12:02                  | 5                 | Vendula Klechová        | KOS TJ Tesla Brno       | 2:02:54                 | +4:46                   |
| 6                             | Radovan Čech            | Dukla Liberec           | 2:40:07                 | +12:27                  | 6                 | Barbora Baldrianová     | USK Praha               | 2:05:57                 | +7:49                   |
| 7                             | Libor Zřídkaveselý      | SK Žabovřesky Brno      | 2:41:31                 | +13:51                  | 7                 | Barbora Chudíková       | OK Jihlava              | 2:06:36                 | +8:28                   |
| 8                             | Jakub Oma               | OOB TJ Turnov           | 2:42:27                 | +14:47                  | 8                 | Eva Pekárková           | SKOB Zlín               | 2:07:00                 | +8:52                   |
| 9                             | Pavel Hanák             | SK SKI-OB Šternberk     | 2:42:39                 | +14:59                  | 9                 | Lucie Melounková        | OK 99 Hradec Králové    | 2:11:02                 | +12:54                  |
| 10                            | Tomáš Novotný           | OK 99 Hradec Králové    | 2:42:57                 | +15:17                  | 10                | Kateřina Nováková       | TJ TŽ Třinec            | 2:11:52                 | +13:44                  |
| Pořadí                        | H20 – junioři           | H20 – junioři           | H20 – junioři           | H20 – junioři           | Pořadí            | D20 – juniorky          | D20 – juniorky          | D20 – juniorky          | D20 – juniorky          |
| Zlatá medaile                 | Tomáš Dlabaja           | SKOB Zlín               | 1:59:17                 |                         | Zlatá medaile     | Martina Dočkalová       | OK Lokomotiva Pardubice | 1:32:45                 |                         |
| Stříbrná medaile              | Jan Procházka           | SK Praga                | 2:00:45                 | +1:28                   | Stříbrná medaile  | Michaela Przyczková     | TJ TŽ Třinec            | 1:41:47                 | +9:02                   |
| Bronzová medaile              | Zbyněk Štěrba           | OK Lokomotiva Pardubice | 2:06:27                 | +7:10                   | Bronzová medaile  | Iva Rufferová           | TJ TŽ Třinec            | 1:41:53                 | +9:08                   |
| Pořadí                        | H18 – starší dorostenci | H18 – starší dorostenci | H18 – starší dorostenci | H18 – starší dorostenci | Pořadí            | D18 – starší dorostenky | D18 – starší dorostenky | D18 – starší dorostenky | D18 – starší dorostenky |
| Zlatá medaile                 | Jan Palas               | Sportcentrum Jičín      | 1:46:10                 |                         | Zlatá medaile     | Iveta Duchová           | OK Lokomotiva Pardubice | 1:30:25                 |                         |
| Stříbrná medaile              | Bronislav Přibyl        | SKOB Zlín               | 1:47:41                 | +1:31                   | Stříbrná medaile  | Radka Dokoupilová       | VSK Mendelu Brno        | 1:30:44                 | +0:19                   |
| Bronzová medaile              | Jakub Háj               | SKOB Zlín               | 1:48:06                 | +1:56                   | Bronzová medaile  | Jana Bohunská           | KOS TJ Lokomotiva Krnov | 1:33:14                 | +2:49                   |
| << předchozí • následující >> |                         |                         |                         |                         |                   |                         |                         |                         |                         |

Souhrnné informace naleznete v článku Mistrovství České republiky v orientačním běhu na dlouhé trati.

## Mistrovství ČR v nočním OB
| Datum závodu   | 7. 5. 2003       |  | Místo konání    | Lučice • aréna |  | Pořadatel       | TJ Jiskra Havlíčkův Brod |
| Ředitel závodu |                  |  | Hlavní rozhodčí |                |  | Stavitelé tratí |                          |
| Název mapy     | Žižkova studánka |  | Web závodu      |                |  | Výsledky závodu |                          |

| Zkrácené výsledky             | Zkrácené výsledky       | Zkrácené výsledky           | Zkrácené výsledky       | Zkrácené výsledky       | Zkrácené výsledky | Zkrácené výsledky       | Zkrácené výsledky       | Zkrácené výsledky       | Zkrácené výsledky       |
| Pořadí                        | H21 – muži              | H21 – muži                  | H21 – muži              | H21 – muži              | Pořadí            | D21 – ženy              | D21 – ženy              | D21 – ženy              | D21 – ženy              |
| ----------------------------- | ----------------------- | --------------------------- | ----------------------- | ----------------------- | ----------------- | ----------------------- | ----------------------- | ----------------------- | ----------------------- |
| Zlatá medaile                 | Petr Henych             | Slavia Liberec orienteering | 1:17:17                 |                         | Zlatá medaile     | Zuzana Stehnová         | Oddíl OB Kotlářka       | 52:31                   |                         |
| Stříbrná medaile              | Radek Ticháček          | Dukla Liberec               | 1:19:29                 | +2:12                   | Stříbrná medaile  | Iva Navrátilová         | OK 99 Hradec Králové    | 54:01                   | +1:30                   |
| Bronzová medaile              | Petr Vítek              | OK 99 Hradec Králové        | 1:19:58                 | +2:41                   | Bronzová medaile  | Dana Brožková           | Sportcentrum Jičín      | 55:57                   | +3:26                   |
| 4                             | Karel Fučík             | VSK Mendelu Brno            | 1:20:34                 | +3:17                   | 4                 | Monika Topinková        | OK Jiskra Nový Bor      | 56:25                   | +3:54                   |
| 5                             | Ondřej Kazda            | Sportcentrum Jičín          | 1:20:37                 | +3:20                   | 5                 | Mária Honzová           | TJ TŽ Třinec            | 56:32                   | +4:01                   |
| 6                             | Tomáš Kolařík           | OK Jiskra Nový Bor          | 1:21:18                 | +4:01                   | 6                 | Veronika Kupcová        | VŠTJ Ekonom Praha       | 57:12                   | +4:41                   |
| 7                             | Michal Matějů           | SK Praga                    | 1:21:46                 | +4:29                   | 7                 | Magdalena Kolářová      | Sportcentrum Jičín      | 57:13                   | +4:42                   |
| 8                             | Seidl Miroslav          | VŠTJ Ekonom Praha           | 1:22:25                 | +5:08                   | 8                 | Kateřina Nováková       | TJ TŽ Třinec            | 58:00                   | +5:29                   |
| 9                             | Aleš Jirásek            | OK Lokomotiva Pardubice     | 1:22:42                 | +5:25                   | 9                 | Lucie Šolínová          | OK 99 Hradec Králové    | 59:11                   | +6:40                   |
| 10                            | Pavel Žemlík            | SKOB Zlín                   | 1:22:48                 | +5:31                   | 10                | Barbora Baldrianová     | USK Praha               | 1:00:49                 | +8:18                   |
| Pořadí                        | H20 – junioři           | H20 – junioři               | H20 – junioři           | H20 – junioři           | Pořadí            | D20 – juniorky          | D20 – juniorky          | D20 – juniorky          | D20 – juniorky          |
| Zlatá medaile                 | Zbyněk Štěrba           | OK Lokomotiva Pardubice     | 1:09:58                 |                         | Zlatá medaile     | Michaela Przyczková     | TJ TŽ Třinec            | 55:03                   |                         |
| Stříbrná medaile              | Jan Procházka           | SK Praga                    | 1:13:08                 | +3:10                   | Stříbrná medaile  | Romana Kalenská         | Sportcentrum Jičín      | 55:35                   | +0:32                   |
| Bronzová medaile              | Jaroslav Krčál          | OK Lokomotiva Pardubice     | 1:15:20                 | +5:22                   | Bronzová medaile  | Radka Brožková          | Sportcentrum Jičín      | 58:38                   | +3:35                   |
| Pořadí                        | H18 – starší dorostenci | H18 – starší dorostenci     | H18 – starší dorostenci | H18 – starší dorostenci | Pořadí            | D18 – starší dorostenky | D18 – starší dorostenky | D18 – starší dorostenky | D18 – starší dorostenky |
| Zlatá medaile                 | Zdeněk Rajnošek         | OK Jilemnice                | 55:11                   |                         | Zlatá medaile     | Zuzana Procházková      | Sportcentrum Jičín      | 44:38                   |                         |
| Stříbrná medaile              | Jan Palas               | Sportcentrum Jičín          | 55:29                   | +0:18                   | Stříbrná medaile  | Veronika Krčálová       | OK Lokomotiva Pardubice | 46:04                   | +1:26                   |
| Bronzová medaile              | Ondřej Falta            | OK Jilemnice                | 55:41                   | +0:30                   | Bronzová medaile  | Lenka Zatloukalová      | Oddíl OS SK Prostějov   | 47:16                   | +2:38                   |
| Pořadí                        | H16 – mladší dorostenci | H16 – mladší dorostenci     | H16 – mladší dorostenci | H16 – mladší dorostenci | Pořadí            | D16 – mladší dorostenky | D16 – mladší dorostenky | D16 – mladší dorostenky | D16 – mladší dorostenky |
| Zlatá medaile                 | Jan Beneš               | Sportcentrum Jičín          | 39:18                   |                         | Zlatá medaile     | Simona Karochová        | Oddíl OB Kotlářka       | 35:23                   |                         |
| Stříbrná medaile              | Michal Drobnik          | Sportcentrum Jičín          | 44:06                   | +4:48                   | Stříbrná medaile  | Marie Dlouhá            | Oddíl OB Kotlářka       | 39:20                   | +3:57                   |
| Bronzová medaile              | Štěpán Holas            | Sportcentrum Jičín          | 47:10                   | +7:52                   | Bronzová medaile  | Lada Králová            | SK Severka Šumperk      | 39:38                   | +4:15                   |
| << předchozí • následující >> |                         |                             |                         |                         |                   |                         |                         |                         |                         |

Souhrnné informace naleznete v článku Mistrovství České republiky v nočním orientačním běhu.

## Mistrovství ČR ve sprintu
| Datum závodu   | 8. 5. 2003 |  | Místo konání    | Havlíčkův Brod – centrum • aréna |  | Pořadatel       | TJ Jiskra Havlíčkův Brod |
| Ředitel závodu |            |  | Hlavní rozhodčí |                                  |  | Stavitelé tratí |                          |
| Název mapy     | Hastrman   |  | Web závodu      |                                  |  | Výsledky závodu |                          |

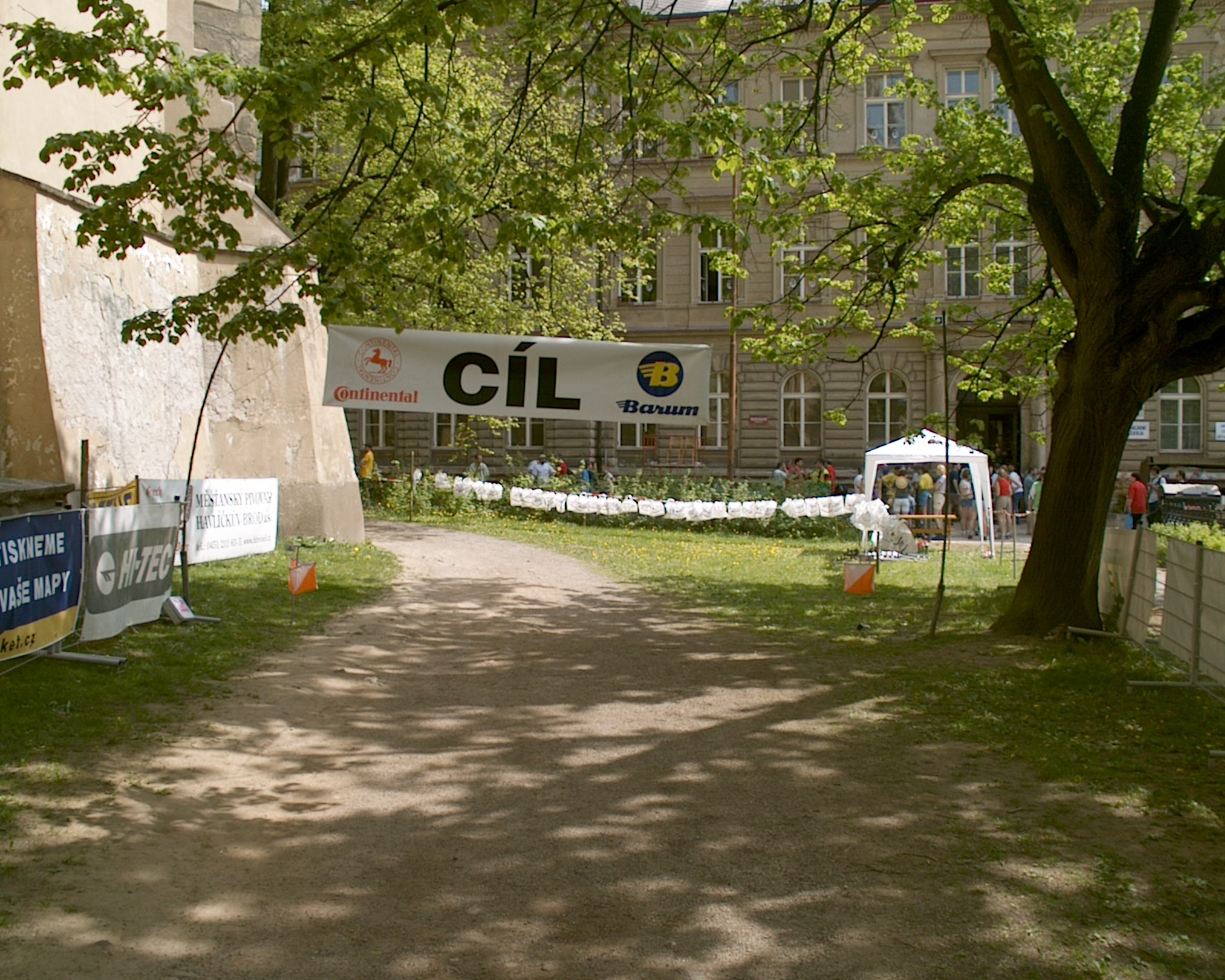
Cíl závodu u kostela Nanebevzetí P. Marie

| Zkrácené výsledky             | Zkrácené výsledky           | Zkrácené výsledky                 | Zkrácené výsledky       | Zkrácené výsledky       | Zkrácené výsledky | Zkrácené výsledky       | Zkrácené výsledky          | Zkrácené výsledky       | Zkrácené výsledky       |
| Pořadí                        | H21 – muži                  | H21 – muži                        | H21 – muži              | H21 – muži              | Pořadí            | D21 – ženy              | D21 – ženy                 | D21 – ženy              | D21 – ženy              |
| ----------------------------- | --------------------------- | --------------------------------- | ----------------------- | ----------------------- | ----------------- | ----------------------- | -------------------------- | ----------------------- | ----------------------- |
| Zlatá medaile                 | Rudolf Ropek                | Dukla Liberec                     | 14:15                   |                         | Zlatá medaile     | Zdenka Stará            | KOS TJ Tesla Brno          | 14:47                   |                         |
| Stříbrná medaile              | Luboš Matějů                | SK Praga                          | 14:56                   | +0:41                   | Stříbrná medaile  | Barbora Chudíková       | OK Jihlava                 | 14:55                   | +0:08                   |
| Bronzová medaile              | Libor Zřídkaveselý          | SK Žabovřesky Brno                | 14:58                   | +0:43                   | Bronzová medaile  | Dana Brožková           | Sportcentrum Jičín         | 14:58                   | +0:11                   |
| 4                             | Jan Mrázek                  | Oddíl OB Kotlářka                 | 15:04                   | +0:49                   | 4                 | Iva Hrazdírová          | OK Sparta Praha            | 15:15                   | +0:28                   |
| 5                             | Jaromír Švihovský           | OK Jiskra Nový Bor                | 15:07                   | +0:52                   | 5                 | Vendula Klechová        | KOS TJ Tesla Brno          | 15:24                   | +0:37                   |
| 6                             | Lukáš Přinda                | Slavia Liberec orienteering       | 15:09                   | +0:54                   | 6                 | Jana Kuncová            | SOOB Spartak Rychnov n.Kn. | 15:44                   | +0:57                   |
| 7                             | Tomáš Kolařík               | OK Jiskra Nový Bor                | 15:14                   | +0:59                   | 7                 | Iva Navrátilová         | OK 99 Hradec Králové       | 15:48                   | +1:01                   |
| 8                             | Jiří Kazda                  | Sportcentrum Jičín                | 15:22                   | +1:07                   | 8                 | Kateřina Nováková       | TJ TŽ Třinec               | 15:59                   | +1:12                   |
| 9                             | Radek Ticháček              | Dukla Liberec                     | 15:24                   | +1:09                   | 9                 | Mária Honzová           | TJ TŽ Třinec               | 16:03                   | +1:16                   |
| 10                            | Petr Losman                 | OK 99 Hradec Králové              | 15:30                   | +1:15                   | 10                | Anežka Jahnová          | USK Praha                  | 16:06                   | +1:19                   |
| Pořadí                        | H20 – junioři               | H20 – junioři                     | H20 – junioři           | H20 – junioři           | Pořadí            | D20 – juniorky          | D20 – juniorky             | D20 – juniorky          | D20 – juniorky          |
| Zlatá medaile                 | Jan Procházka               | SK Praga                          | 14:07                   |                         | Zlatá medaile     | Martina Dočkalová       | OK Lokomotiva Pardubice    | 14:14                   |                         |
| Stříbrná medaile              | Zbyněk Štěrba               | OK Lokomotiva Pardubice           | 14:23                   | +0:16                   | Stříbrná medaile  | Michaela Pryczková      | TJ TŽ Třinec               | 15:56                   | +1:42                   |
| Bronzová medaile              | Jan Marcaník Jaroslav Krčál | SKOB Zlín OK Lokomotiva Pardubice | 14:47                   | +0:40                   | Bronzová medaile  | Iva Rufferová           | TJ TŽ Třinec               | 15:57                   | +1:43                   |
| Pořadí                        | H16 – mladší dorostenci     | H16 – mladší dorostenci           | H16 – mladší dorostenci | H16 – mladší dorostenci | Pořadí            | D16 – mladší dorostenky | D16 – mladší dorostenky    | D16 – mladší dorostenky | D16 – mladší dorostenky |
| Zlatá medaile                 | Štěpán Holas                | Sportcentrum Jičín                | 10:20                   |                         | Zlatá medaile     | Vendula Doležalová      | OK 99 Hradec Králové       | 12:49                   |                         |
| Stříbrná medaile              | Jan Beneš                   | Sportcentrum Jičín                | 10:49                   | +0:29                   | Stříbrná medaile  | Hana Hlavová            | KOB Konice                 | 13:03                   | +0:14                   |
| Bronzová medaile              | Štěpán Kodeda               | SK Severka Šumperk                | 11:14                   | +0:54                   | Bronzová medaile  | Hana Hančíková          | SKOB Zlín                  | 13:04                   | +0:15                   |
| << předchozí • následující >> |                             |                                   |                         |                         |                   |                         |                            |                         |                         |

Souhrnné informace naleznete v článku Mistrovství České republiky v orientačním běhu ve sprintu.

## Mistrovství ČR na krátké trati
| Datum závodu   | 14.–15. 6. 2003 |  | Místo konání    | Sosnová u České Lípy • aréna |  | Pořadatel       | OK Jiskra Nový Bor              |
| Ředitel závodu | Tomáš Vácha     |  | Hlavní rozhodčí | Jaroslav Křtěnský            |  | Stavitelé tratí | Vratislav Lamač, Jaroslav Lamač |
| Název mapy     | Lískovec        |  | Web závodu      |                              |  | Výsledky závodu |                                 |

| Zkrácené výsledky             | Zkrácené výsledky       | Zkrácené výsledky           | Zkrácené výsledky       | Zkrácené výsledky       | Zkrácené výsledky | Zkrácené výsledky       | Zkrácené výsledky                         | Zkrácené výsledky       | Zkrácené výsledky       |
| Pořadí                        | H21 – muži              | H21 – muži                  | H21 – muži              | H21 – muži              | Pořadí            | D21 – ženy              | D21 – ženy                                | D21 – ženy              | D21 – ženy              |
| ----------------------------- | ----------------------- | --------------------------- | ----------------------- | ----------------------- | ----------------- | ----------------------- | ----------------------------------------- | ----------------------- | ----------------------- |
| Zlatá medaile                 | Michal Horáček          | Dukla Liberec               | 37:24                   |                         | Zlatá medaile     | Dana Brožková           | Sportcentrum Jičín                        | 36:52                   |                         |
| Stříbrná medaile              | Rudolf Ropek            | Dukla Liberec               | 38:25                   | +1:01                   | Stříbrná medaile  | Zdenka Stará            | KOS TJ Tesla Brno                         | 38:44                   | +1:52                   |
| Bronzová medaile              | Marek Prášil            | OK Jihlava                  | 39:24                   | +2:00                   | Bronzová medaile  | Zuzana Stehnová         | Oddíl OB Kotlářka                         | 38:45                   | +1:53                   |
| 4                             | Libor Zřídkaveselý      | SK Žabovřesky Brno          | 39:54                   | +2:30                   | 4                 | Pavla Fialová           | USK Praha                                 | 39:56                   | +3:04                   |
| 5                             | Radek Ticháček          | Dukla Liberec               | 40:01                   | +2:37                   | 5                 | Barbora Chudíková       | OK Jihlava                                | 39:58                   | +3:06                   |
| 6                             | Tomáš Dlabaja           | SKOB Zlín                   | 40:12                   | +2:48                   | 6                 | Barbora Baldriánová     | USK Praha                                 | 40:44                   | +3:52                   |
| 7                             | Petr Kozák              | USK Praha                   | 40:32                   | +3:08                   | 7                 | Jana Kuncová            | SOOB Spartak Rychnov n.Kn.                | 40:50                   | +3:58                   |
| 8                             | Radek Novotný           | OK 99 Hradec Králové        | 40:57                   | +3:33                   | 8                 | Hana Tichovská          | SK Praga                                  | 40:53                   | +4:01                   |
| 8                             | Karel Fučík             | VSK Mendelu Brno            | 40:57                   | +3:33                   | 9                 | Eva Pekárková           | SKOB Zlín                                 | 41:22                   | +4:30                   |
| 10                            | Tomáš Kolařík           | OK Jiskra Nový Bor          | 41:42                   | +4:18                   | 10                | Olga Lepšíková          | OK Jiskra Nový Bor                        | 42:01                   | +5:09                   |
| Pořadí                        | H20 – junioři           | H20 – junioři               | H20 – junioři           | H20 – junioři           | Pořadí            | D20 – juniorky          | D20 – juniorky                            | D20 – juniorky          | D20 – juniorky          |
| Zlatá medaile                 | Zbyněk Štěrba           | OK Lokomotiva Pardubice     | 32:56                   |                         | Zlatá medaile     | Martina Dočkalová       | OK Lokomotiva Pardubice                   | 30:06                   |                         |
| Stříbrná medaile              | Jan Procházka           | SK Praga                    | 34:34                   | +1:38                   | Stříbrná medaile  | Michaela Przyczková     | TJ TŽ Třinec                              | 30:55                   | +0:49                   |
| Bronzová medaile              | Jaroslav Krčál          | OK Lokomotiva Pardubice     | 35:23                   | +2:27                   | Bronzová medaile  | Iva Rufferová           | TJ TŽ Třinec                              | 32:14                   | +2:08                   |
| Pořadí                        | H18 – starší dorostenci | H18 – starší dorostenci     | H18 – starší dorostenci | H18 – starší dorostenci | Pořadí            | D18 – starší dorostenky | D18 – starší dorostenky                   | D18 – starší dorostenky | D18 – starší dorostenky |
| Zlatá medaile                 | Broněk Přibyl           | SKOB Zlín                   | 24:19                   |                         | Zlatá medaile     | Lucie Krafková          | OK Jiskra Nový Bor                        | 24:45                   |                         |
| Stříbrná medaile              | Martin Henych           | Slavia Liberec orienteering | 24:45                   | +0:26                   | Stříbrná medaile  | Pavla Fukátková         | OK Lokomotiva Pardubice                   | 25:20                   | +0:35                   |
| Bronzová medaile              | Jan Palas               | Sportcentrum Jičín          | 24:49                   | +0:30                   | Bronzová medaile  | Lenka Hrušková          | SK Orientační sporty Nové Město na Moravě | 25:34                   | +0:49                   |
| Pořadí                        | H16 – mladší dorostenci | H16 – mladší dorostenci     | H16 – mladší dorostenci | H16 – mladší dorostenci | Pořadí            | D16 – mladší dorostenky | D16 – mladší dorostenky                   | D16 – mladší dorostenky | D16 – mladší dorostenky |
| Zlatá medaile                 | Jan Beneš               | Sportcentrum Jičín          | 23:55                   |                         | Zlatá medaile     | Hana Hlavová            | KOB Konice                                | 23:37                   |                         |
| Stříbrná medaile              | Adam Chromý             | SK Žabovřesky Brno          | 24:45                   | +0:50                   | Stříbrná medaile  | Vendula Doležalová      | OK 99 Hradec Králové                      | 24:51                   | +1:14                   |
| Bronzová medaile              | Michal Drobník          | Sportcentrum Jičín          | 25:56                   | +2:01                   | Bronzová medaile  | Zuzana Hermanová        | OK Lokomotiva Pardubice                   | 25:44                   | +2:07                   |
| << předchozí • následující >> |                         |                             |                         |                         |                   |                         |                                           |                         |                         |

Souhrnné informace naleznete v článku Mistrovství České republiky v orientačním běhu na krátké trati.

## Mistrovství ČR na klasické trati
| Datum závodu   | 20.–21. 9. 2003 |  | Místo konání    | Kroučová • aréna |  | Pořadatel       | Oddíl OB Kotlářka |
| Ředitel závodu |                 |  | Hlavní rozhodčí |                  |  | Stavitelé tratí |                   |
| Název mapy     | Babí hora       |  | Web závodu      |                  |  | Výsledky závodu |                   |

| Zkrácené výsledky             | Zkrácené výsledky       | Zkrácené výsledky        | Zkrácené výsledky       | Zkrácené výsledky       | Zkrácené výsledky | Zkrácené výsledky             | Zkrácené výsledky             | Zkrácené výsledky             | Zkrácené výsledky             |
| Pořadí                        | H21 – muži              | H21 – muži               | H21 – muži              | H21 – muži              | Pořadí            | D21 – ženy (zrušeno jako MČR) | D21 – ženy (zrušeno jako MČR) | D21 – ženy (zrušeno jako MČR) | D21 – ženy (zrušeno jako MČR) |
| ----------------------------- | ----------------------- | ------------------------ | ----------------------- | ----------------------- | ----------------- | ----------------------------- | ----------------------------- | ----------------------------- | ----------------------------- |
| Zlatá medaile                 | Marian Dávidík          | Oddíl OS SK Prostějov    | 1:32:58                 |                         |                   |                               |                               |                               |                               |
| Stříbrná medaile              | Petr Losman             | OK 99 Hradec Králové     | 1:34:27                 | +1:29                   |                   |                               |                               |                               |                               |
| Bronzová medaile              | Michal Smola            | SKOB Zlín                | 1:34:31                 | +1:33                   |                   |                               |                               |                               |                               |
| 4                             | Michal Jedlička         | Dukla Liberec            | 1:36:17                 | +3:19                   |                   |                               |                               |                               |                               |
| 5                             | Vladimír Lučan          | USK Praha                | 1:36:37                 | +3:39                   |                   |                               |                               |                               |                               |
| 6                             | Pavel Hanák             | SK SKI-OB Šternberk      | 1:37:04                 | +4:06                   |                   |                               |                               |                               |                               |
| 7                             | Jaromír Švihovský       | OK Jiskra Nový Bor       | 1:38:47                 | +5:49                   |                   |                               |                               |                               |                               |
| 8                             | Michal Horáček          | Dukla Liberec            | 1:39:08                 | +6:10                   |                   |                               |                               |                               |                               |
| 9                             | Jakub Oma               | OOB TJ Turnov            | 1:39:42                 | +6:44                   |                   |                               |                               |                               |                               |
| 10                            | Tomáš Udržal            | OK Lokomotiva Pardubice  | 1:40:05                 | +7:07                   |                   |                               |                               |                               |                               |
| Pořadí                        | H20 – junioři           | H20 – junioři            | H20 – junioři           | H20 – junioři           | Pořadí            | D20 – juniorky                | D20 – juniorky                | D20 – juniorky                | D20 – juniorky                |
| Zlatá medaile                 | Jan Procházka           | SK Praga                 | 1:09:36                 |                         | Zlatá medaile     | Martina Dočkalová             | OK Lokomotiva Pardubice       | 51:50                         |                               |
| Stříbrná medaile              | Václav Komanec          | OK Slavia Hradec Králové | 1:10:10                 | +0:34                   | Stříbrná medaile  | Kristýna Kovářová             | Oddíl OB Kotlářka             | 53:28                         | +1:38                         |
| Bronzová medaile              | Tomáš Dlabaja           | SKOB Zlín                | 1:12:20                 | +2:44                   | Bronzová medaile  | Michaela Przyczková           | TJ TŽ Třinec                  | 55:18                         | +3:28                         |
| Pořadí                        | H18 – starší dorostenci | H18 – starší dorostenci  | H18 – starší dorostenci | H18 – starší dorostenci | Pořadí            | D18 – starší dorostenky       | D18 – starší dorostenky       | D18 – starší dorostenky       | D18 – starší dorostenky       |
| Zlatá medaile                 | Ondřej Holas            | OOB TJ Turnov            | 1:03:09                 |                         | Zlatá medaile     | Lucie Krafková                | OK Jiskra Nový Bor            | 50:16                         |                               |
| Stříbrná medaile              | Zdeněk Rajnošek         | OK Jilemnice             | 1:05:05                 | +1:56                   | Stříbrná medaile  | Martina Kynčlová              | OK Jilemnice                  | 51:50                         | +1:34                         |
| Bronzová medaile              | Jan Palas               | Sportcentrum Jičín       | 1:05:35                 | +2:26                   | Bronzová medaile  | Martina Tichovská             | SK Praga                      | 52:21                         | +2:05                         |
| Pořadí                        | H16 – mladší dorostenci | H16 – mladší dorostenci  | H16 – mladší dorostenci | H16 – mladší dorostenci | Pořadí            | D16 – mladší dorostenky       | D16 – mladší dorostenky       | D16 – mladší dorostenky       | D16 – mladší dorostenky       |
| Zlatá medaile                 | Štěpán Kodeda           | SK Severka Šumperk       | 51:42                   |                         | Zlatá medaile     | Marie Dlouhá                  | Oddíl OB Kotlářka             | 42:21                         |                               |
| Stříbrná medaile              | Jan Beneš               | Sportcentrum Jičín       | 52:05                   | +0:23                   | Stříbrná medaile  | Šárka Svobodná                | Oddíl OB Kotlářka             | 43:35                         | +1:14                         |
| Bronzová medaile              | Martin Vlček            | OOB TJ Turnov            | 55:39                   | +3:57                   | Bronzová medaile  | Zuzana Hermanová              | OK Lokomotiva Pardubice       | 44:32                         | +2:11                         |
| << předchozí • následující >> |                         |                          |                         |                         |                   |                               |                               |                               |                               |

Souhrnné informace naleznete v článku Mistrovství České republiky v orientačním běhu na klasické trati.

## Mistrovství ČR štafet
| Datum závodu   | 4. 10. 2003 |  | Místo konání    | Suchý • aréna |  | Pořadatel       | Oddíl OS SK Prostějov |
| Ředitel závodu |             |  | Hlavní rozhodčí |               |  | Stavitelé tratí |                       |
| Název mapy     | Věchtěnec   |  | Web závodu      |               |  | Výsledky závodu |                       |

| Zkrácené výsledky             | Zkrácené výsledky                                                | Zkrácené výsledky | Zkrácené výsledky | Zkrácené výsledky | Zkrácené výsledky                                                         | Zkrácené výsledky | Zkrácené výsledky | Zkrácené výsledky | Zkrácené výsledky |
| Pořadí                        | H21 – muži                                                       | H21 – muži        | H21 – muži        | Pořadí            | D21 – ženy                                                                | D21 – ženy        | D21 – ženy        |                   |                   |
| ----------------------------- | ---------------------------------------------------------------- | ----------------- | ----------------- | ----------------- | ------------------------------------------------------------------------- | ----------------- | ----------------- | ----------------- | ----------------- |
| Zlatá medaile                 | OK 99 Hradec Králové Michal Černý Jaromír Vlach Petr Losman      | 2:17:49           |                   | Zlatá medaile     | OK Lokomotiva Pardubice Petra Škodová Martina Dočkalová Marta Štěrbová    | 1:55:26           |                   |                   |                   |
| Stříbrná medaile              | SKOB Zlín Petr Váňa Martin Sadílek Tomáš Dlabaja                 | 2:18:27           | +0:38             | Stříbrná medaile  | Sportcentrum Jičín Magdalena Kolářová Radka Brožková Dana Brožková        | 1:55:35           | +0:09             |                   |                   |
| Bronzová medaile              | SK Praga Michal Matějů Jan Procházka Luboš Matějů                | 2:18:38           | +0:49             | Bronzová medaile  | Oddíl OB Kotlářka Lucie Waldová Kristýna Kovářová Zuzana Stehnová         | 1:55:47           | +0:21             |                   |                   |
| 4                             | Oddíl OS SK Prostějov Marek Otruba Robert Banach Marián Dávidík  | 2:19:09           | +1:20             | 4                 | KOS TJ Tesla Brno Veronika Ptáčková Michaela Kotecká Zdenka Stará         | 1:56:44           | +1:18             |                   |                   |
| 5                             | SK Žabovřesky Brno Pavol Bukovác Lukáš Barták Libor Zřídkaveselý | 2:19:25           | +1:36             | 5                 | OK 99 Hradec Králové Petra Novotná Marcela Klapalová Iva Navrátilová      | 1:57:22           | +1:56             |                   |                   |
| Pořadí                        | H18 – dorostenci                                                 | H18 – dorostenci  | H18 – dorostenci  | Pořadí            | D18 – dorostenky                                                          | D18 – dorostenky  | D18 – dorostenky  |                   |                   |
| Zlatá medaile                 | Sportcentrum Jičín Jan Beneš Štěpán Holas Jan Palas              | 2:02:19           |                   | Zlatá medaile     | OK 99 Hradec Králové Vendula Doležalová Lucie Machútová Jana Panchártková | 1:36:55           |                   |                   |                   |
| Stříbrná medaile              | OK Jilemnice Aleš Malý Ondřej Falta Zdeněk Rajnošek              | 2:02:22           | +0:03             | Stříbrná medaile  | SK Praga Martina Spurná Radka Zelená Martina Tichovská                    | 1:41:31           | +4:36             |                   |                   |
| Bronzová medaile              | SK Severka Šumperk Štěpán Kodeda Petr Strachota Vojtěch Král     | 2:02:48           | +0:29             | Bronzová medaile  | OK 99 Hradec Králové Jana Kynclová Nina Azebová Jana Vaculíková           | 1:44:00           | +7:05             |                   |                   |
| << předchozí • následující >> |                                                                  |                   |                   |                   |                                                                           |                   |                   |                   |                   |

Souhrnné informace naleznete v článku Mistrovství České republiky v orientačním běhu štafet.

## Mistrovství ČR klubů a oblastních výběrů
| Datum závodu   | 5. 10. 2003 |  | Místo konání    | Suchý • aréna |  | Pořadatel       | Oddíl OS SK Prostějov |
| Ředitel závodu |             |  | Hlavní rozhodčí |               |  | Stavitelé tratí |                       |
| Název mapy     | Přibytá     |  | Web závodu      |               |  | Výsledky závodu |                       |

| Zkrácené výsledky             | Zkrácené výsledky | Zkrácené výsledky | Zkrácené výsledky | Zkrácené výsledky | Zkrácené výsledky | Zkrácené výsledky | Zkrácené výsledky | Zkrácené výsledky | Zkrácené výsledky |
| Pořadí                        | DH21 - dospělí | DH21 - dospělí    | DH21 - dospělí    | Pořadí            | DH18 - dorost | DH18 - dorost     | DH18 - dorost     |                   |                   |
| ----------------------------- | --- | ----------------- | ----------------- | ----------------- | --- | ----------------- | ----------------- | ----------------- | ----------------- |
| Zlatá medaile                 | OK Lokomotiva Pardubice Jaroslav Krčál Martina Dočkalová Jan Hovorka Lenka Klimplová Tomáš Udržal Marta Štěrbová Zbyněk Štěrba | 4:42:28           |                   | Zlatá medaile     | SKOB Zlín Jan Polášek Hana Hančíková Jiří Hradil Barbora Krejčíková Jakub Háj Jana Otrusinová Bronislav Přibyl                   | 4:39:46           |                   |                   |                   |
| Stříbrná medaile              | Sportcentrum Jičín Zbyněk Fejk Radka Brožková Tomáš Kalenský Magdalena Kolářová Zdeněk Zikmund Dana Brožková Jan Vodička       | 4:44:53           | +2:25             | Stříbrná medaile  | OK 99 Hradec Králové Jan Panchártek Vendula Doležalová Aleš Balcar Lucie Machútová Jan Dušátko Jana Panchártková Radovan Kovařík | 4:42:39           | +2:53             |                   |                   |
| Bronzová medaile              | OK 99 Hradec Králové Michal Černý Marcela Klapalová Radek Novotný Lucie Šolínová Jaromír Vlach Iva Navrátilová Petr Losman     | 4:46:54           | +4:26             | Bronzová medaile  | Sportcentrum Jičín Štěpán Holas Lucka Soukupová Jan Beneš Michaela Špicarová Michal Drobník Zuzana Procházková Jan Palas         | 4:46:24           | +6:38             |                   |                   |
| 4                             | Oddíl OB Kotlářka Miroslav Kovář Kristýna Kovářová Petr Žaloudek Lucie Waldová Jiří Mrázek Zuzana Stehnová Václav Hošek        | 4:47:28           | +5:00             | 4                 | OK Lokomotiva Pardubice Jan Herman Iveta Duchová Petr Fiala Zuzana Hermanová Filip Bolech Veronika Krčálová Miroslav Lenner      | 4:50:19           | +10:33            |                   |                   |
| 5                             | KOS TJ Tesla Brno Ivo Habán Veronika Ptáčková Zdeněk Liščinský Michaela Kotecká Osvald Kozák Zdenka Stará Jiří Procházka       | 4:49:22           | +6:54             | 5                 | OK Jilemnice Aleš Malý Bohdana Augustinová Vojtěch Krajíček Martina Uvizlová Ondřej Falta Martina Kynčlová Zdeněk Rajnošek       | 4:51:00           | +11:14            |                   |                   |
| << předchozí • následující >> | |                   |                   |                   | |                   |                   |                   |                   |

Souhrnné informace naleznete v článku Mistrovství České republiky v orientačním běhu klubů a oblastních výběrů.